# Hakone Maru
Die Hakone Maru war das erste japanische Containerschiff.

## Geschichte
Die Hakone Maru wurde am 9. Februar 1968 als Baunummer 882 der Mitsubishi Heavy Industries-Werft in Kōbe, Japan auf Kiel gelegt. Als erstes japanisches Vollcontainerschiff wurde es gemeinsam mit dem Schwesterschiff Haruna Maru von den Reedereien Nippon Yusen Kaisha (Japanische Postdampfschiffgesellschaft) und Showa Kaiun Kaisha (SKK) bestellt. Beide Schiffe wurden zu gleichen Teilen von beiden Reedereien besessen, die Hakone Maru fuhr jedoch in den Farben der NYK, die Haruna Maru in den Farben der SKK. Das Containerschiff der ersten Generation begann seine Jungfernreise am 27. August 1968 und erreichte am 23. September 1968 zum ersten Mal Oakland. Es verkehrte bis 1978 auf der NYK-Showa Line zwischen Japan und der US-amerikanischen Westküste. 1978 benannte man das Schiff in Pacific Express um und 1980 veräußerte man es an die südkoreanische Reederei Korea Marine Transport.
Vor diesem Schiff besaß die Reederei NYK schon von 1921 bis 1943 eine erste Hakone Maru. Von 1983 bis 1999 folgte eine dritte Hakone Maru.

## Technik
Hakone Maru und Haruna Maru verfügten über jeweils sechs Laderäume, fünf vor dem weit achtern angeordneten Aufbau, einer dahinter. Der vordere Laderaum war nur für Beladung unter Deck vorgesehen, alle weiteren Luken waren beim Bau für eine Beladung mit jeweils zwei Lagen Container an Deck. Zusätzlich war an der Achterkante des Decksaufbaus noch Platz für eine weitere Reihe mit zwei Lagen Containern. In späteren Jahren erhöhte man, analog zu allen anderen Betreibern früher Containerschiffe, die Anzahl der an Deck gestauten Containerlagen. Die Schiffe waren, außer für den Transport der damals üblichen Trocken-, Kühl- und Open-Top-Containern auch für die Beförderung sogenannter Pen-Container (Spezialcontainer zur Beförderung lebender Tiere) vorgesehen.
Als Antrieb diente beiden Schiffen ein in MAN-Lizenz gefertigter Mitsubishi-Zweitakt-Dieselmotor mit einer Leistung von 20.739 kW, der direkt auf einen Festpropeller wirkte. Als Hilfsdiesel standen drei Generatoren mit je 600 600 kW/450 V zur Verfügung.